# Турксиб
Турксиб (Туркеста́но-Сиби́рская магистра́ль) (каз. Түркістан-Сібір темір жолы, кирг. Түркстан-Сибир темир жолу) — железная дорога из Сибири в Среднюю Азию, построенная в 1927—1930 годах. Стала одной из главных строек первой пятилетки СССР.

## Предыстория
Идея постройки железной дороги для связи Туркестана и Сибири возникла ещё в 1886 году. 15 октября 1896 года городская дума города Верного (с 1921 года Алма-Ата) приняла решение создать комиссию для определения выгод от строительства линии. Комиссия подтвердила целесообразность строительства. Предполагалось, что линия усилит военное присутствие России в пограничном с цинским Китаем регионе, а также существенно упростит вывоз хлопка из Туркестана в Сибирь и обратной доставки дешёвого сибирского зерна и других товаров в регион.
Межминистерский комитет в 1906 году постановил выделить деньги на строительство линии Барнаул — Семипалатинск — Верный — Луговая — Арысь. В 1907 году изыскания были проведены на местах. На юге, от станции Арысь до реки Или, изыскательские работы велись группой инженера Голембиовского, на севере со стороны Семипалатинска — группой инженера Глезера.
Специальная группа во главе с инженером Струве провела статистическо-экономические исследования в этом районе, что нашло отражение в трудах комиссии по исследованию района Туркестано-Сибирской дороги за 1909 год. В те же годы под руководством инженера Адрианова были проведены изыскания нескольких вариантов соединительных линий от Транссиба к Семипалатинску.
Алтайская железная дорога от Новониколаевска до Семипалатинска была сдана во временную эксплуатацию 21 октября 1915 года, а в постоянную — в 1917 году, в разгар Первой мировой войны. Активно использовался подневольный труд ссыльных и каторжников. Одновременно на юге строилась Семиреченская железная дорога от станции Арысь до Верного. События Октябрьской революции остановили её строительство на станции Бурное. И только в 1921 году железнодорожная линия пришла в Аулие-Ату.
В годы Гражданской войны железные дороги Сибири и Северного Семиречья были под контролем Русской армии, и по решению главнокомандующего в 1918 году линия Новониколаевск — Семипалатинск была продолжена до Сергиополя. К 1919 году было уложено 140 километров пути. Эта дорога была по неизвестной причине разобрана сразу же после отступления Русской армии.

## Строительство Турксиба
Турксиб стал одной из самых знаменитых строек первой пятилетки в СССР. Решение о строительстве Турксиба было принято на заседании Совета Труда и Обороны СССР 3 декабря 1926 года. Начальником строительства Турксиба был В. С. Шатов, приехавший в Россию в 1918 году. К работам были привлечены заключённые и ссыльные
В строительстве участвовал известный казахский общественный деятель, инженер-путеец Мухамеджан Тынышпаев. 1445 километра рельсового пути предстояло проложить через горные реки, скалистые хребты, раскалённые пески. Подготовка к строительству началась в апреле 1927 года. Укладка первого звена трассы от станции Семипалатинск произошла 15 сентября 1927 года, с другого конца от станции Луговая — 19 ноября. Согласно казахскому обычаю, первый паровоз вышел с Луговой на новую линию через специально построенную арку, символизирующую юрту, через которую проносят новорождённого. На одной стороне арки было написано «Туркестан», на другой — «Сибирь». На паровозе трепетал кумач с лозунгом «Даёшь Сибирь!»
К маю 1929 года было построено 562 км пути на севере и 350 км на юге. Дорога ещё строилась, но по ней уже шли поезда. 10 мая 1929 года первый регулярный пассажирский поезд прошёл от Семипалатинска до Сергиополя (Аягуза).
О строительстве Туркестано-Сибирской магистрали и её роли в освоении Семиречья в 1929 году режиссёром В. А. Турин был снят документальный фильм «Стальной путь (Турксиб)».
Здание Управления Турксиба в стиле конструктивизма в 1929 году было спроектировано архитекторами М. Я. Гинзбургом и И. Ф. Милинисом.
Шатов и Тынышпаев расстреляны в 1937 г.

## Открытие Турксиба
Фактически смычка Турксиба произошла 21 апреля 1930 года.
«Серебряный» костыль на месте стыковки рельсов на станции Огыз-Корган, переименованной по этому поводу в Айна-Булак («Зеркальный Ручей»), был забит в 12 часов дня 28 апреля 1930 года, на 8 месяцев раньше срока. После митинга по случаю открытия на станции Айна-Булак был заложен памятник Ленину.
25 апреля был пуск первого рабочего поезда по всей магистрали, поезд провёл бывший пастух Кошкинбаев — первый машинист.
Первый поезд со строителями трассы провёл по Турксибу паровоз Э-1441. В память о трудовом подвиге советских людей этот паровоз в 1974 году был установлен на почётную стоянку в столице Казахской ССР  Алма-Ате. Однако в конце 90-х реликвия была продана в Китай как металлолом.
На открытии присутствовали корреспонденты со всей страны, в том числе Илья Ильф и Евгений Петров, Б. Пильняк, Л. Мартынов и другие. Событие отражено не только в их журналистских отчётах, но и в художественном творчестве.
В детском журнале «Ёж» было опубликовано стихотворение Александра Введенского «Турксиб».

## Награды

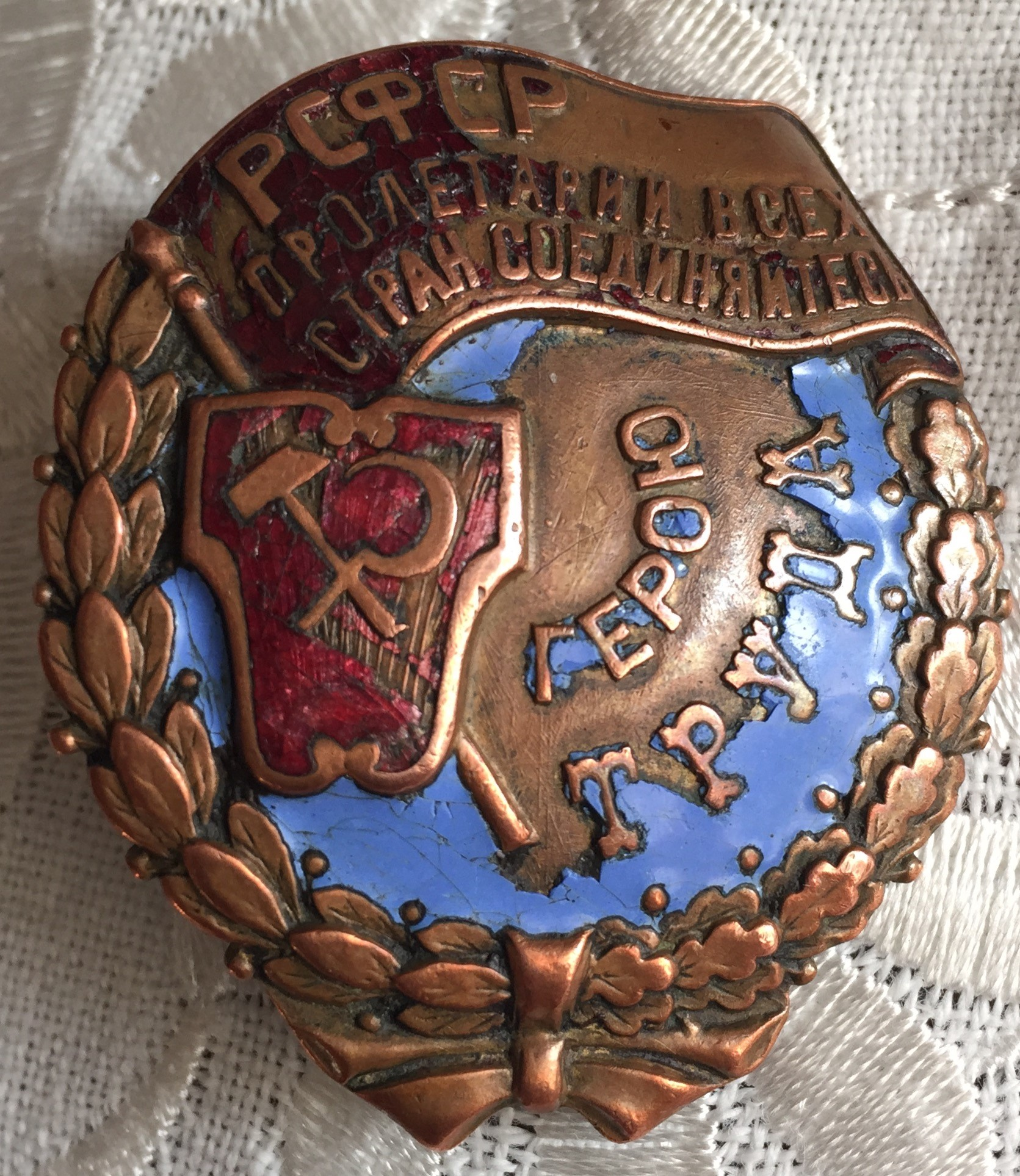
Орден Трудового Красного Знамени А.Маженова

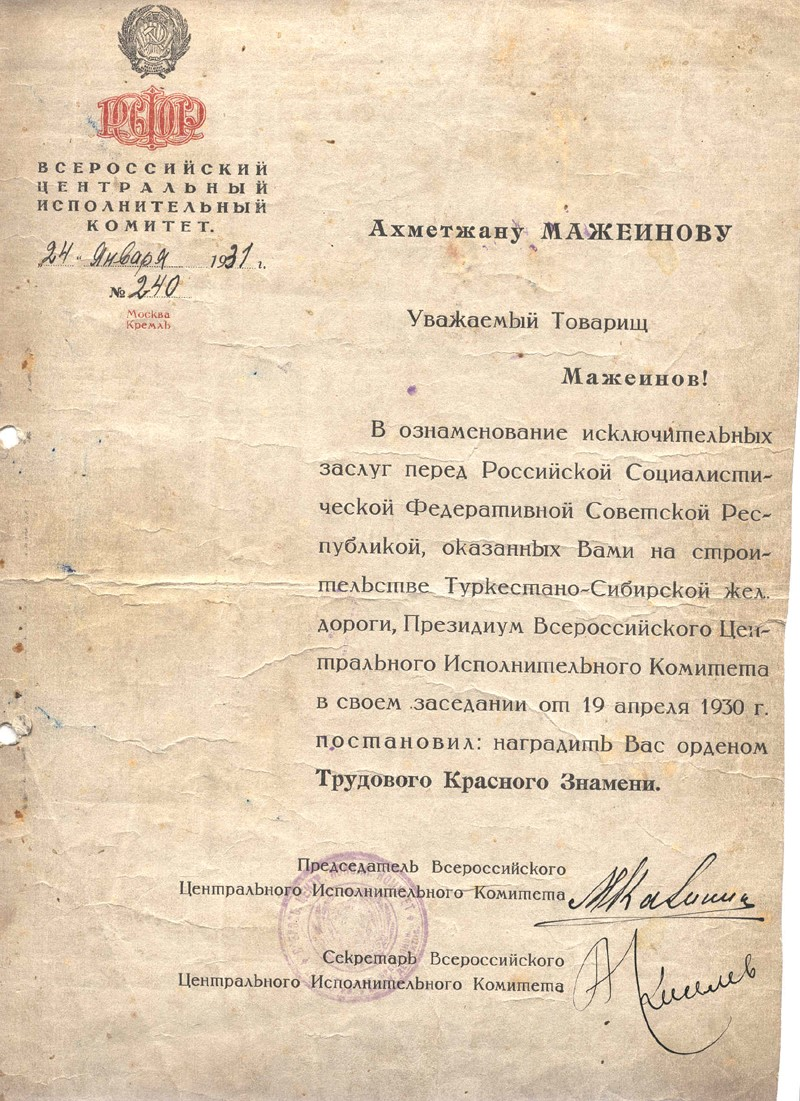
Постановление ВЦИК о награждении А.Маженова Орденом Трудового Красного Знамени

Решением Центрального Исполнительного Комитета и Совета Народных Комиссаров СССР было постановлено от 19 апреля 1930 г. о награждении всего строительного коллектива рабочих и инженерно-технических сил Турксиба и персонально наградить Орденом Трудового Красного Знамени следующих лиц:
1. Шатова, Владимира Сергеевича — начальника постройки.
2. Балгаева — старшего рабочего пути.
3. Шермергори, Дирк Тимофеевича — инженера.
4. Перельмана, Льва Моисеевича — пом. начальника постройки.
5. Бубликова, Ивана Осиповича — начальника укладочных городков.
6. Гнусарева, Александра Ивановича — начальника укладочных городков.
7. Лодкина, Лазаря — рабочего Каратальского моста.
8. Борискина, Николая — компрессорного монтера.
9. Маженова, Ахметжана — рабочего укладчика-костыльщика.
10. Бизюкина, Дмитрия Дмитриевича — инженера.

Подпись
Председатель Всероссийского Центрального Исполнительного Комитета
М. Калинин
Зам. председателя Совета Народных Комиссаров РСФСР
А. Лежава
Секретарь Всероссийского Центрального Исполнительного Комитета
А. Киселев

## Эксплуатация Турксиба
В первые годы существования Турксиба грузовые перевозки по нему удваивались каждые пять лет. Это было связано с большим грузопотоком, создаваемым так называемым Урало-Кузнецким комбинатом.
Но вскоре Турксиб перестал справляться с грузопотоком, что создавало трудности для развития экономики региона. В годы Великой Отечественной войны грузопоток Турксиба упал.
В 1958 году Туркестано-Сибирская дорога была объединена с Карагандинской железной дорогой в Казахскую железную дорогу.
В 1960 году была открыта ветка от станции Актогай до советско-китайской границы — станции Дружба (Достык).
В 1971 году из Казахской дороги была выделена Алма-Атинская железная дорога — наследница Турксиба, которая просуществовала до 1996 года, когда все железные дороги независимого Казахстана были объединены в республиканское государственное предприятие «Казахстанская железная дорога» («Қазақстан темір жолы»).
Значение Турксиба начало сокращаться ещё в 1950-х годах со строительством в ходе освоение целины главного хода Магнитогорск-Целиноград, куда были перенаправлены основные потоки грузов. Позже от Целинограда были построены двухпутные электрифицированные линии на юг Казахской ССР (станция Чу) и на восток до станции Павлодар после чего однопутный неэлектрифицированный Турксиб окончательно утратил своё значение.
После распада СССР бывший Турксиб и вовсе переживал кризис. Грузооборот из России в Казахстан сильно сократился, а в пределах Алтайского края он никогда и не был большим. Часть станций бывшего Турксиба была законсервирована, а позже — закрыта. Пассажирское сообщение также из года в год сокращалось. Со вступлением России и Казахстана в Таможенный союз ЕАЭС бывший Турксиб начинает оживать. Растёт грузооборот. Вводятся в обращения новые пассажирские поезда между Сибирью и государствами Средней Азии.

## Города и посёлки Турксиба
Новосибирск-Главный, Разъезд Иня (Новосибирск), Сеятель (Академгородок), Бердск, Искитим, Черепаново, Среднесибирская, Новоалтайск, Барнаул, Алейск, Рубцовск, Локоть (гр.), Аул, Семей, станция Чарская, Аягуз, Актогай, Акбалык, Лепсы, Матай, Уштобе, Коксу, Айнабулак, Сары-Озек, Капчагай, Алма-Ата, Узун-Агач, Берлик-1, Чу, Луговой, Джамбул, Бурное, Чимкент, Арысь-1, Ташкент.

## В культуре
На фоне завершения строительства Турксиба происходят события третьей части романа «Золотой телёнок» Ильи Ильфа и Евгения Петрова.

## Галерея

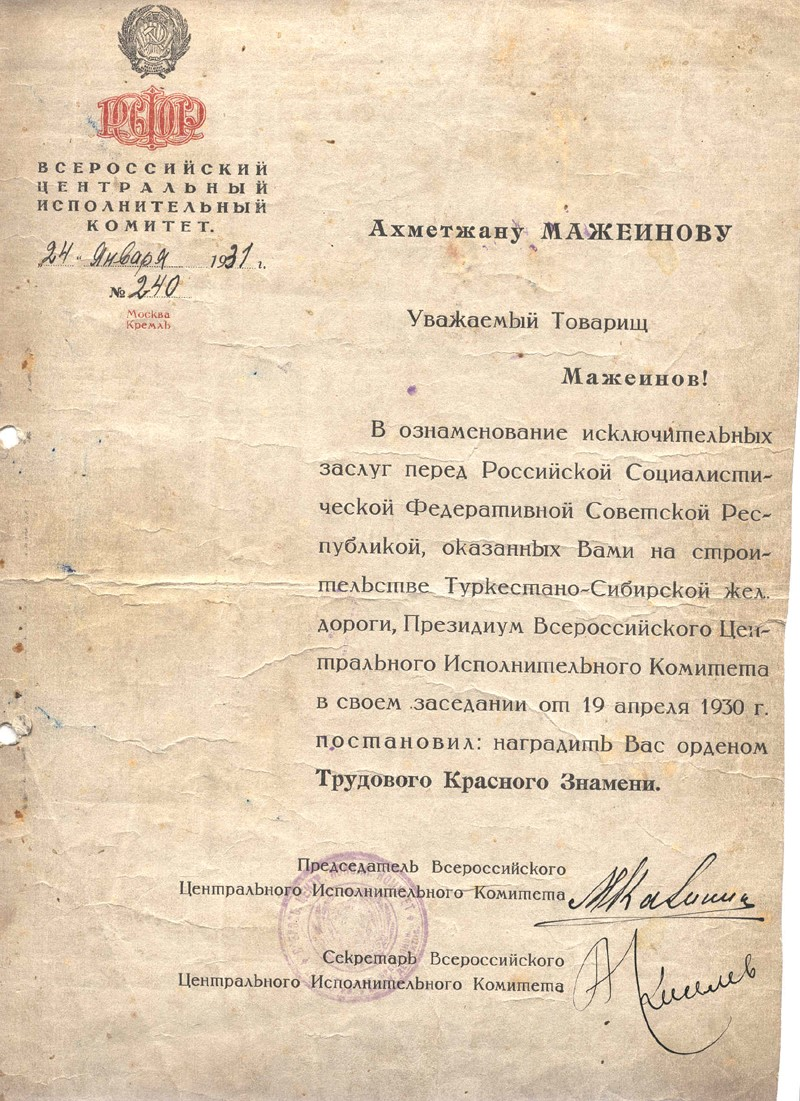
Постановление ВЦИК о награждении А. Маженова Орденом Трудового Красного Знамени
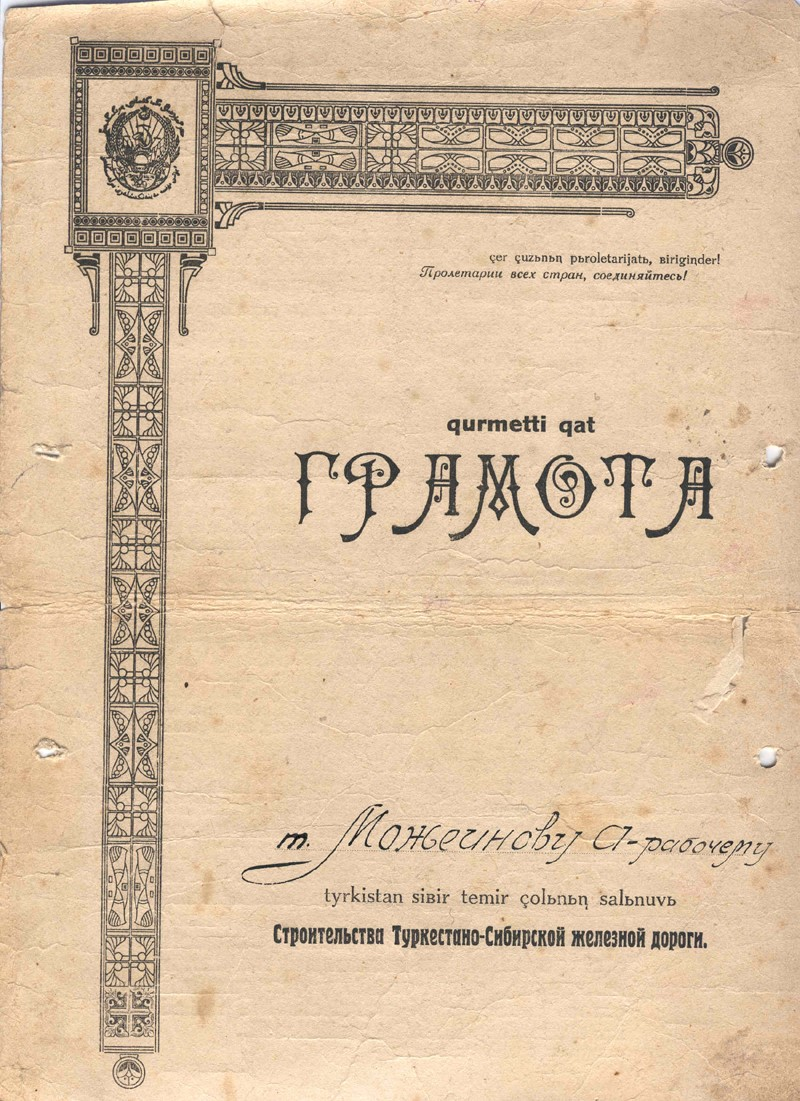
Грамота КазЦик на имя А. Маженова
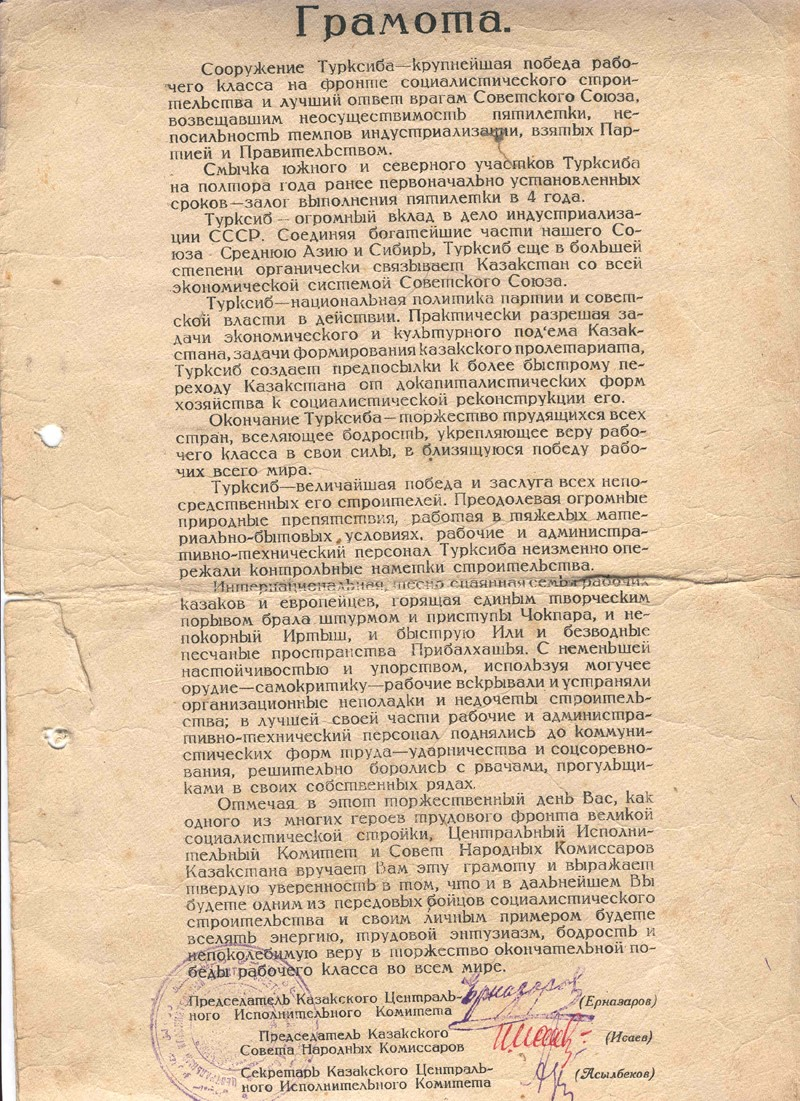
Текст грамоты КазЦик на русском языке
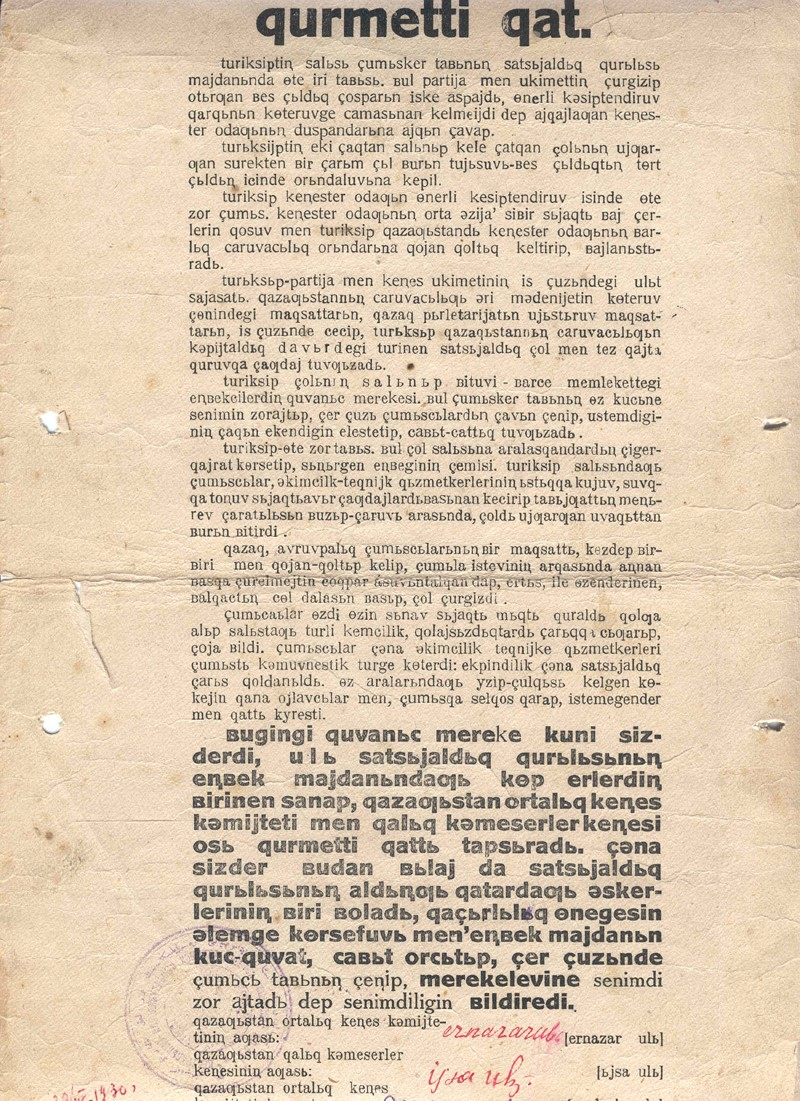
Текст грамоты КазЦик на казахском языке
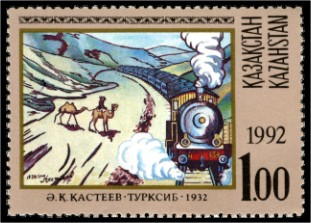
Почтовая марка Казахстана, посвящённая 60-летию Турксиба
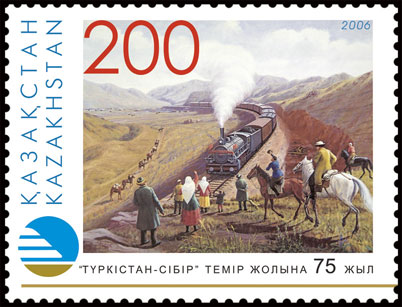
Почтовая марка Казахстана, посвящённая 75-летию Турксиба